# Chiprana (kommunhuvudort)
Chiprana är en kommunhuvudort i Spanien.   Den ligger i provinsen Provincia de Zaragoza och regionen Aragonien, i den östra delen av landet, 300 km öster om huvudstaden Madrid. Chiprana ligger 171 meter över havet och antalet invånare är 355.
Terrängen runt Chiprana är platt åt sydost, men åt nordväst är den kuperad. Runt Chiprana är det glesbefolkat, med 15 invånare per kvadratkilometer. Närmaste större samhälle är Caspe, 8,0 km öster om Chiprana. Trakten runt Chiprana består till största delen av jordbruksmark.